# Polytrichum croceum
Polytrichum croceum är en bladmossart som beskrevs av Georg Ernst Ludwig Hampe 1853. Polytrichum croceum ingår i släktet björnmossor, och familjen Polytrichaceae. Inga underarter finns listade i Catalogue of Life.